# 禁則処理
禁則処理（きんそくしょり）とは、漢字文化圏の文書作成・組版における禁止事項、または、それらを回避するために字詰めや文の長さを調整したりすること。
例えば、句読点（。、）や閉じ括弧（」』)】など）と言った約物は、当該文章の行頭に位置させてはならない。すなわち、
```
ウィキペディアへようこそ

。ウィキペディアは誰でも

編集できるフリー百科事典
です。

```

という例文において2行目のような表記をしてはならない、ということになる。その理由としては、これら約物が行頭に来ると見た目が悪くなるほか、読みにくくなったり、文意を取り違えるおそれなどが挙げられる。
原稿用紙などでは、禁則処理の関係で約物を意図的にマスからはみ出させることもある。ワープロやワープロソフトなどでは、自動的に禁則処理が行われることも多い。禁則文字の種類や処理方法は、JIS X 4051において規定されている。

## 禁止されているもの

### 日本語
禁則の対象となる文字については、「ハウスルール」と呼ばれる、出版社ごとに定められた独特の規則があり、さらには出版物の種類やページ種に応じて異なる規則を適用することも多い。欧米製のDTPソフトウェアでは、このように多様な日本語組版の規則に十分に対応できない製品が多く、日本独自の電算写植システムの需要を支える要因となった。

#### 行頭禁則文字
終わり括弧類
,)]｝、〕〉》」』】〙〗〟’”｠»
行頭禁則和字
ゝゞーァィゥェォッャュョヮヵヶぁぃぅぇぉっゃゅょゎゕゖㇰㇱㇲㇳㇴㇵㇶㇷㇸㇹㇷ゚ㇺㇻㇼㇽㇾㇿ々〻
ハイフン類
‐゠–〜～
区切り約物
 ?!‼⁇⁈⁉
中点類
・:;/
句点類
。.
※1行の字数が少ない場合などでは、2段目は禁則対象としないことも多い。

#### 行末禁則文字
始め括弧類
([｛〔〈《「『【〘〖〝‘“｟«

#### 分離禁則
分離禁止文字
—…‥〳〴〵
英単語
English
組み数字
3⁄20
連数字
5,000
グループルビ
大人（熟字訓）
難有（顛読語）

## 禁則処理の仕方
ぶら下げ（ぶら下がり）
句読点を前の行の最後に組み入れる処理。ぶら下げられた約物は箱組みからはみ出す。ワープロなどで改行文字に適用することもある。追い込みとは異なる。
追い出し
字間を広げることにより、行末禁則文字を次の行に送り出す処理。前の行から1文字を送り出して行頭禁則文字の前に置く場合もある。
追い込み
字間を詰めることにより、行頭禁則文字を前の行に組み入れる処理。箱組みからはみ出さない。
「追い出し」「追い込み」については、ワープロなどで字間の調整ができない場合、行末に空白を設けて処理を行う場合もある。
分離禁則
「追い出し」や「追い込み」を用いて処理を行う。具体的には、分離禁則文字列が行を跨ぐような場合にすべてまとめて次の行に追い出すか前の行に追い込む。